# Мелик-Гайказов, Молла Сафар Али-бек
 Молла Сафар Али-бек Мелик-Гайказов (азерб. Molla Səfərəli bəy Məlikhaykazov, 1803, Магала, Карабахское ханство — 1876, Ханъюрду, Ходжалинский район) — азербайджанский религиозный деятель XIX века.

## Биография
Молла Сафар Али-бек был представителем карабахской бекской фамилии Мелик-Гайказовых. Он родился в 1803 году в селении Ханацах Челебиюрдского магала. Его отец Агаджан-бек был мюлкадаром. Первоначальное образование в детстве Сафар Али-бек получил у своего отца. Затем обучался в медресе Бейт ул-Адаб в Шуше. Имел титул молла. Потом в Неджефе Молла Сафар Али-бек получил общее и богословское образование.
Помимо религиозных дел, Молла Сафар Али-бек создал значительное количество лирических стихов на азербайджанском и персидском языках. Много внимания он уделял вопросам нравственности. Из его творчества сохранилось очень немногое.
Умер Молла Сафар Али-бек в 1876 году.

## Семья
Молла Сафар Али-бек был женат на Гюльбадам-хануме. У супружеской пары было 2 детей: сыновья Али-бек и Гасан-бек.

## Комментарии
1. ↑  Ныне: согласно административно-территориальному делению Азербайджана — в Ходжалинском районе; по административно-территориальному делению непризнанной Нагорно-Карабахской Республики — в Аскеранском районе.